# 실험 음악

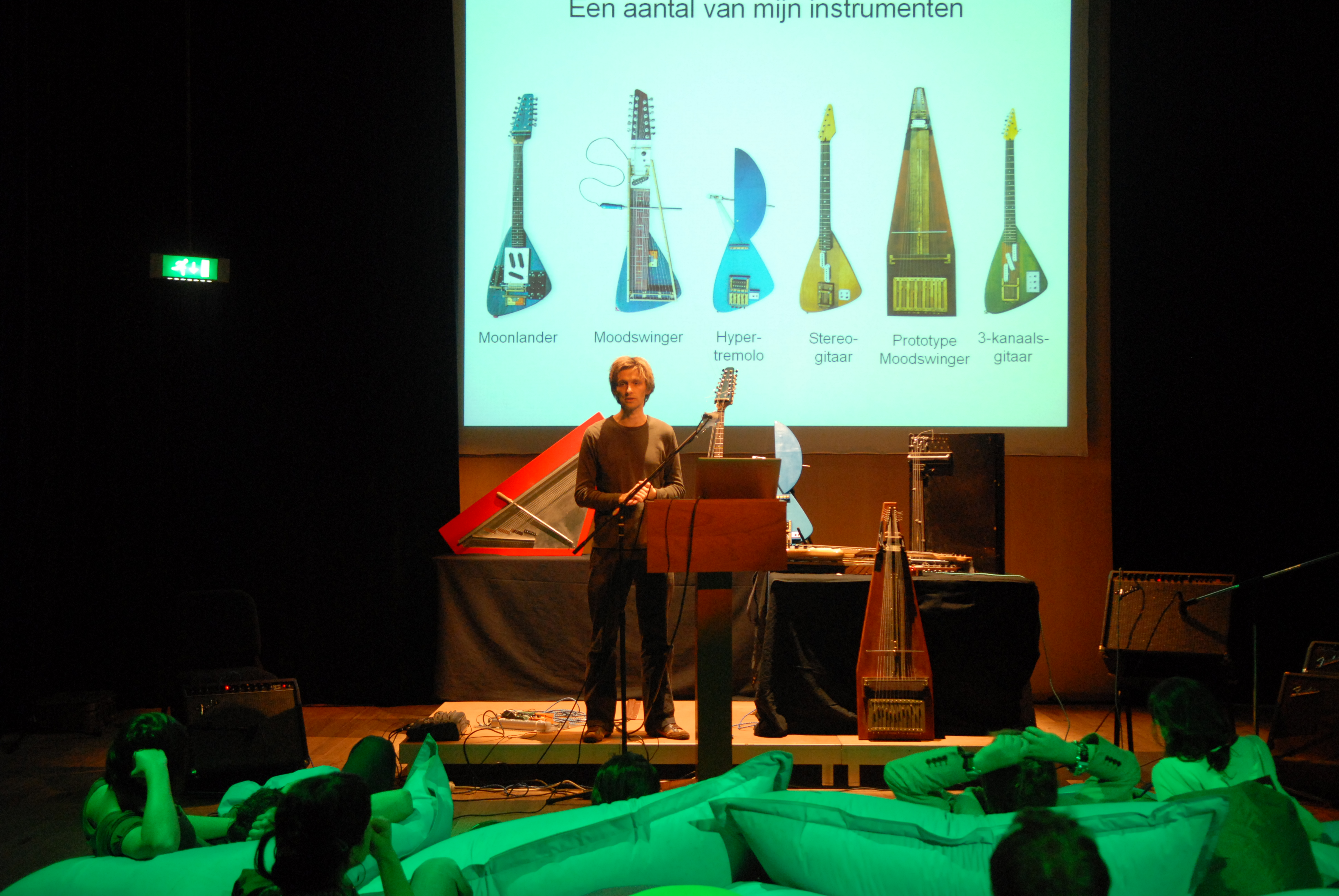

실험음악(實驗音樂, 영어: Experimental music)은 현대 음악의 종류 중 하나이다. 이것은 음악학에서는 미국의 작곡가 존 케이지가 도입한 용어 법으로 이해되고 있다. 케이지는 "실험적인 행위에 대해 결과를 예측할 수 없는 행위"라고 정의를 주고 있어 이런 의미에서 실험 음악과 불확실성의 음악, 혹은 그것에 기회 조작을 더한 우연성 음악을 가리킨다.